# Zenon, la fille du XXIe siècle
Série Zenon
Zenon et les Aliens
(2001)
Pour plus de détails, voir Fiche technique et Distribution.
Zenon, la fille du XXIe siècle (Zenon: Girl of the 21st Century) est un téléfilm américain de la collection des Disney Channel Original Movie, réalisé par Kenneth Johnson, diffusé en 1999 et qui est le volet original de la trilogie Zenon.

## Synopsis
En 2049, Zénon Kar, une fille de treize ans qui a toujours vécu dans l'espace, se méfie de M. Wyndham, propriétaire de la base où elle vit, car il entend la fermer. Elle décide d'enquêter sur lui et surveille donc son acolyte, Lutz. Zénon se rend alors compte qu'un virus a contaminé le système informatique, elle entre ensuite dans une zone interdite à la recherche de preuves mais elle est découverte et doit retourner sur Terre en guise de punition.

## Fiche technique
- Titre original : Zenon: Girl of the 21st Century
- Titre français : Zenon, la fille du XXIe siècle
- Réalisateur : Kenneth Johnson
- Producteur : Thom Colwell
- Scénariste : Stu Krieger
- Musique : Sabelle Breer, Phil Marshall et Kristian Rex
- Année de tournage : 1998
- Durée : 97 minutes
- Lieu de tournage : Vancouver
- Pays :  États-Unis
- Langue : anglais
- Dates de diffusion :
  -  États-Unis : 23 janvier 1999 (sur Disney Channel)
  -  France : 29 février 2000 (sur Disney Channel)[2]
- Classification : tout public

## Distribution
- Kirsten Storms (VF : Dorothée Pousseo) : Zenon Kar
- Raven-Symoné (VF : Marie-Eugénie Maréchal) : Nebula Wade
- Stuart Pankin (VF : Rémy Kirch) : Commandant Edward Plank
- Holly Fulger (VF : Virginie Ledieu) : Tante Judy Cling
- Frederick Coffin (VF : Jean-Claude Balard) : Parker Wyndham
- Bob Bancroft : Monsieur Lutz
- Greg Thirloway : Mark Kar
- Phillip Rhys : Proto Zoa / Microbe
- Gwynyth Walsh : Astrid Kar
- Lauren Maltby : Margie Hammond
- Danielle Fraser : Lynx
- Brenden Jefferson : Andrew
- Blair Slater : Aquillat
- Zach Lipovsky : Matt
- Neil Denis : Leo
- Gregory Smith (VF : Paolo Domingo) : Greg
- Kea Wong : Gemma
- David Meyer : groupie de Proto Zoa

## Production
Zenon, la fille du 21e siècle était un pilote raté pour une série télévisée proposée. Il a été dirigé par Kenneth Johnson. Le film a été produit par de Passe Entertainment pour Disney Channel, et produit par Suzanne de Passe et Suzanne Coston.
Le tournage a débuté en août 1998 à Vancouver, en Colombie-Britannique. Les scènes de cour de lancement de fusée ont été filmées à Plaza of Nations.

## Sortie
Zenon devait à l'origine être diffusé sur Disney Channel en décembre 1998, mais a finalement été repoussé au 23 janvier 1999. Walt Disney Home Video l'a distribué en VHS en septembre 2000.